# Richard Fitter
Richard Sidney Richmond Fitter (* 1. März 1913 in Streatham, London; † 3. September 2005 in Cambridge) war ein britischer Naturforscher und Naturschützer. Seine Hauptinteressen galten der Ornithologie und den Wildblumen. Sein offizielles botanisches Autorenkürzel lautet „Fitter“.

## Leben
Fitter war der Sohn von Sidney Harry und Dorothy Isacke Fitter, geborene Pound. Sein Vater war Börsenmakler. Von 1926 bis 1929 wurde Fitter am Eastbourne College ausgebildet, wo seine Begeisterung für die Naturgeschichte entfacht wurde. Von 1929 bis 1932 absolvierte er ein Studium der Wirtschaftswissenschaften an der London School of Economics, das er als Bachelor of Science abschloss. 1936 wurde Fitter Mitarbeiter der Denkfabrik Political and Economic Planning (PEP), wo der Ornithologe Edward Max Nicholson Generalsekretär war. 1938 heiratete Fitter Alice Mary „Maisie“ Stewart Park (1912–1996). Aus dieser Ehe gingen zwei Söhne und eine Tochter hervor. Maisie Fitter war Redakteurin bei der Naturschutzzeitschrift Oryx. Sein älterer Sohn Julian Richmond (* 1944) war von 1994 bis 1997 Direktor des Galapagos Conservation Trust, sein jüngerer Sohn Alastair Hugh (* 1948) war Ökologe und Professor an der University of York. 1940 wechselte Fitter von PEP zu Mass-Observation, eine Sozialforschungsorganisation, die vom Ornithologen und Anthropologen Tom Harrisson geleitet wurde. Hier wurden im Auftrag des Informationsministeriums Erhebungen über die Zivilmoral durchgeführt.
1942 wurde er zur operativen Forschungsabteilung des Küstenkommandos der Royal Air Force berufen. Hier arbeitete er bis zum Ende des Zweiten Weltkriegs als Assistenzredakteur des Journals Coastal Command Review. Während dieser Tätigkeit entwickelte Fitter die Fähigkeit, technische Berichte in einem kurzen und klaren Stil zu verfassen, was ihm in seiner späteren Karriere zugutekam.
Von 1945 bis 1946 war Fitter Sekretär des Wildlife Conservation Special Committee of the Hobhouse National Parks Committee, das von Julian Huxley gegründet wurde und dessen Berichte 1949 zur Gründung der Regierungsbehörde Nature Conservancy führten. Von 1946 bis 1959 war er Assistenzredakteur bei der Zeitschrift The Countryman. Von 1958 bis 1966 war er freier Berichterstatter bei der britischen Wochenzeitung The Observer. Von 1959 bis 1963 war er Leiter der Informationsabteilung (Intelligence Unit) des Council of Nature. Von 1965 bis 1972 war er Redakteur bei der Zeitschrift Kingfisher.

## Schriften
- London’s Natural History New Naturalist No. 3, 1945
- London’s Birds (Collins), 1949
- Home Counties (About Britain Series; No. 3), 1951
- Contributions to the Bibliography of the Natural History of the London Area: No.2: A Subject Index of the Society’s Journals, 1941–1951, 1952
- The Pocket Guide to British Birds (illustriert von Richard Richardson), 1952
- Birds of Town and Village (Collins Naturalist Series), 1953
- The Natural History of the City, 1953
- The Pocket Guide to Nests and Eggs, 1955
- Fontana Bird Guide (Fontana Series), 1956
- Pocket Guide to Wild Flowers (mit David McClintock), 1956
- Fontana Wild Flower Guide, 1957
- Your Book of Bird Watching, 1958
- The Ark in Our Midst: The Story of the Introduced Animals af Britain; Birds, Beasts, Reptiles, Amphibians, Fishes, 1959
- The 'Countryman' nature book: An anthology from 'The Countryman‘, 1960
- Your Book About Wild Flowers, 1960
- Collins Guide to Bird Watching (illustriert von Richard Richardson), 1963
- Fitters Rural Rides: The Observer Illustrated Map-Guide to the Countryside, 1963
- Wildlife in Britain (Pelican Books), 1963
- Wildlife – and Death (Take Home Books), 1964
- Britain’s wildlife: Rarities and Introductions, 1966
- Pocket Guide to British Birds (mit Richard Richardson), 1966
- The Penguin Dictionary of British Natural History (mit Maisie Fitter), 1967
- Pocket Guide to Nests and Eggs, 1968
- Vanishing Wild Animals of the World, 1968
- Guide to Bird Watching, 1970
- Mammals to The Shell Natural History of Britain, 1970
- Finding Wild Flowers, 1971
- Birds of Britain and Europe with North Africa and the Middle East (mit Illustrationen von Hermann Heinzel und Verbreitungskarten von John Parslow), 1972
- The Butterfly Ball and the Grasshopper’s Feast (mit William Plomer, illustriert von Alan Aldridge), 1973
- Wild Flowers of Britain and Northern Europe (Collins Pocket Guide) (mit  Alastair Fitter, Marjorie Blamey), 1974
- Penitent Butchers: The Fauna Preservation Society 1903–1978 (mit Peter Markham Scott), 1978
- Collins Gem Wild Flowers (mit Marjorie Blamey), 1980
- The Complete Guide to British Wildlife  (mit Alastair Fitter, illustriert von Norman Arlott), 1981
- Grasses, Sedges, Rushes & Ferns of Britain and Northern Europe (Collins Pocket Guide) (mit Alastair Fitter, Ann Farrer), 1984
- Collins Guide to the Countryside (mit Alastair Fitter), 1984
- A Dictionary of Birds (Herausgegeben von Bruce Campbell und Elizabeth Lack), 1985
- Wild Life of the Thames Counties (Herausgegeben von Richard Fitter), 1985
- A Field Guide to Freshwater Life in Britain and North-west Europe (Collins Field Guide) (mit Richard Manuel), 1986
- Wild Life for Man (mit Norman Arlott), 1986
- Collins Guide to the Countryside in Winter (Collins Handguide) (mit Alastair Fitter), 1988
- Wild Flowers (Collins Gem Series) (mit Martin Walters), 1999
- The Wild Flowers of Britain and Ireland: The Complete Guide to the British and Irish Flora (mit Alastair Fitter, Marjorie Blamey), 2003